# تکسما انیبارو
تکسما انیبارو (انگلیسی: Txema Añibarro؛ زادهٔ ۲۶ ژوئیهٔ ۱۹۷۹) بازیکن فوتبال اهل اسپانیا است.
از باشگاه‌هایی که در آن بازی کرده‌است می‌توان به باشگاه فوتبال ایبار اشاره کرد.